# Daniël van Moskou (vorst)

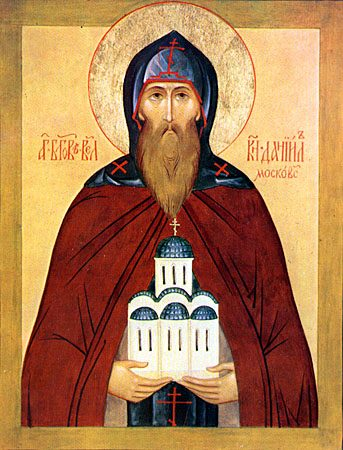
Daniël van Moskou

Daniël van Moskou of Daniël Aleksandrovitsj (Russisch: Даниил Александрович) (Vladimir, 1261 - Moskou, 4 maart 1303) was de jongste zoon van Alexander Nevski, stamvader van de Moskouse lijn van het Huis van Roerik en daarmee voorvader van alle vorsten van Moskou.

## Leven
Daniël werd vernoemd naar Daniël de Pilaarheilige (ook: Daniël de Styliet). Toen Daniël twee jaar oud was, stierf zijn vader. Het minst waardevolle deel van de erfenis werd Daniël toegewezen; het destijds onbeduidende vorstendom Moskou. Tijdens zijn kinderjaren werd het kleine vorstendom bestuurd door afgevaardigden, aangestuurd door zijn oom, vorst Jaroslav III van Tver.
Gedurende de Mongoolse bezetting en gewelddadige conflicten tussen de Russische vorstendommen zocht Daniël steeds weer vrede zonder bloedvergieten. Slechts eenmaal zou Daniël zelf deelnemen aan de strijd bij een geschil tussen zijn broers over de rechten op Vladimir en Novgorod.
Het onbeduidende vorstendom Moskou begon zich te ontwikkelen tot een machtscentrum van Rusland. Daarbij wist Daniël het grondgebied van zijn vorstendom niet te vergroten met geweld, maar door slimme politiek. Als bij een gezamenlijke aanval van Mongoolse horden en het vorstendom Rjazan prins Constantijn gevangengenomen werd, kreeg Daniël in ruil voor diens vrijlating Kolomna in handen. Dit was een belangrijke gebiedsuitbreiding aangezien Daniël daarmee de controle krijgt over de rivier de Moskva. Ook wist Daniël zijn vorstendom door vererving uit te breiden.
Aan Daniël wordt de stichting van de eerste kloosters in Moskou toegeschreven. Hij was grondlegger van het Epifanieklooster en het Danilovklooster. Het Danilovklooster, vernoemd naar de naamheilige van Daniël, is sinds de jaren 80 van de vorige eeuw het spirituele centrum van de Russisch-orthodoxe Kerk en zetel van de patriarch van Moskou en heel Rusland.
Met zijn vrouw Maria kreeg Daniël ten minste zes kinderen.
Na een kort ziekbed stierf Daniël in het Danilovklooster nadat hij de kloostergeloften had afgelegd. Hij werd in overeenstemming met zijn wens begraven op het kerkhof van het klooster. In 1652 werd zijn stoffelijk overschot opgegraven en bijgezet in de Kathedraal van de zeven Heilige Vaders van de oecumenische concilies.

## Feestdag
De feestdag van Daniël van Moskou is 4 maart.